# Roberto Jonás
Roberto Alonso Jonás Martinez (* 7. Juni 1967 in Oviedo), oder kurz Roberto Jonás, ist ein ehemaliger andorranischer Fußballspieler auf der Position eines Innenverteidigers. Er war zuletzt für UE Sant Julià und die andorranische Fußballnationalmannschaft aktiv.

## Karriere

### Verein
Der in Asturien geborene Jonás begann seine Vereinskarriere in Spanien, wo er ab dem Jahr 1989 im Kader des Vereins Sporting Gijón B stand. Hier platzierte er sich mit der Auswahl, an der Seite von Luis Enrique und Juanele, auf einem Platz im Mittelfeld der drittklassigen Segunda División B. Nach Ablauf der Saison verließ er den Verein und schloss sich der Mannschaft CF Gandía in der Provinz Valencia an, wo er am Ende der Saison ebenfalls einen Platz im Mittelfeld der Tabelle erreichte. Auch hier endete das Engagement bereits nach einem Jahr und er verließ erstmal seine spanische Heimat in Richtung Andorra, wo er sich dem Hauptstadtverein FC Andorra anschloss. Da der Verein im Gegensatz zu den anderen andorranischen Mannschaften nicht in der landeseigenen Primera Divisió, sondern im spanischen Ligasystem vertreten ist, spielte er auch hier gegen spanische Vereinsmannschaften. In seiner Debütsaison kam er, an der Seite von Jesús Lucendo und Emiliano González, jedoch auch nicht über einen Platz im Mittelfeld der Tabelle hinaus. Diese Leistungen konnte Jonás mit der Mannschaft auch in den nachfolgen zwei Spielzeiten nicht übertreffen. Ob er nach der Saison 1994 weitere drei Jahre für den Verein aktiv war oder wechselte, ist aus den Quellen nicht ersichtlich.
Ab 1997 stand Jonás im Kader des Vereins CE Principat aus Andorra la Vella, wo er an der Seite von Francesc Ramírez, Carles Gómez und Stürmer Jordi Bazan in der Saison 1997/98 ungeschlagen andorranischer Landesmeister wurde. Zudem gewann er mit dem Sieg im Finale des Nationalen Pokals, gegen die Mannschaft von FC Santa Coloma (4:3), auch sein erstes Double der Vereinskarriere. Beide Vereinstitel konnte er mit der Mannschaft ein Jahr später auch erfolgreich verteidigen. Auf internationaler Vereinsebene nahm er mit der Auswahl am UEFA-Pokal 1998/99 teil, wo sich die Mannschaft aber bereits in der 1. Qualifikationsrunde dem Gegner Ferencváros Budapest aus Ungarn mit 14:1 nach Hin- und Rückspiel deutlich geschlagen geben musste. Nach Ablauf der Saison verließ er den amtierenden Meister und schloss sich erneut dem FC Andorra an. Hier etablierte er sich zwar schnell als Stammspieler und absolvierte in seiner Debütsaison 27 Ligaspiele, platzierte sich mit der Mannschaft aber am Ende der Saison im unteren Teil der Tabelle. Nach Verlust seines Stammplatzes bereits ein Jahr später kam er in den nächsten zwei Spielzeiten nur auf wenige Einsatzzeiten. Zwar stieg er mit dem Verein 2001 in die damals noch viertklassige Tercera División auf, wechselte aber nach dem Abstieg nur ein Jahr später zurück in die andorranischen Primera Divisió zum Verein FC Santa Coloma.
Mit den Hauptstädtern gewann er in seiner Debütsaison, an der Seite von Juli Fernández, Josep Ayala und Verteidiger Daniel Ferrón, das Triple aus Meisterschaft, Landespokal und dem erstmals in dieser Spielzeit ausgetragenen Supercup. Doch nach Ablauf der erfolgreichen Saison wechselte Jonás zum Ligakonkurrenten UE Sant Julià in die Kleinstadt Sant Julià de Lòria. Hier erreichte er mit der Mannschaft den Rang des Vizemeisters und gewann im Finale des Supercup gegen seinen alten Verein FC Santa Coloma den bereits achten Vereinstitel seiner Karriere. Im Finale des Nationalen Pokals hingegen unterlag er selbigem Gegner mit 1:0. Ein Jahr später gewann er, an der Seite von Cristian Roig und den Brüdern Alex und Armand Godoy, seine letzte andorranische Landesmeisterschaft. Beide Finalspiele hingegen, sowohl im Nationalen Pokal gegen den FC Santa Coloma (1:2) als auch im Supercup gegen selbigen Gegner (0:1), gingen verloren. Noch vor Beginn der neuen Saison beendete der Verteidiger seine aktive Karriere.

### Nationalmannschaft
Sein Debüt für die andorranische Fußballnationalmannschaft gab Jonás am 3. März 1999, im Freundschaftsspiel unter Trainer Manoel Miluir, gegen die Auswahl der Färöer (0:0). Noch im gleichen Jahr gehörte er neben Ildefons Lima, Óscar Sonejee und Justo Ruiz zum Aufgebot der La Tricolor in den Qualifikationsspielen zur Europameisterschaft 2000, wo er in den Partien gegen Russland (6:1), Frankreich (0:1) und Armenien (0:3) zum Einsatz kam. Auch an den Qualifikationsspielen zur Weltmeisterschaft (2002, 2006) und der Europameisterschaft 2004 nahm er teil, konnte dabei mit der Mannschaft jedoch keine nennenswerten Erfolge erzielen. Seinen letzten Einsatz im Trikot der La Tricolor absolvierte er am 9. Februar 2005, im Rahmen der Qualifikation zur Weltmeisterschaft 2006 unter Trainer David Rodrigo, gegen die Mannschaft aus Nordmazedonien (0:0). Insgesamt absolvierte er 30 Länderspiele, sein einziges Tor gelang ihm dabei im WM-Qualifikationsspiel gegen Portugal (1:7), als er in der 42. Minute den einzigen Treffer für Andorra in dieser Partie erzielte.

### Erfolge
- Andorranischer Meister (4): 1998, 1999, 2003, 2005
- Andorranischer Pokalsieger (3): 1998, 1999, 2003
- Andorranischer Supercup (2): 2003, 2004